# Michael Stifel

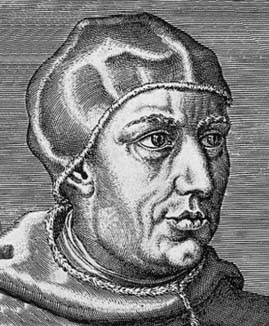
Michael Stifel

Michael Stifel (auch: Styfel, Stieffel, Stiefel; * um 1487 in Esslingen am Neckar; † 19. April 1567 in Jena) war ein deutscher Theologe, Mathematiker und Reformator.

## Leben

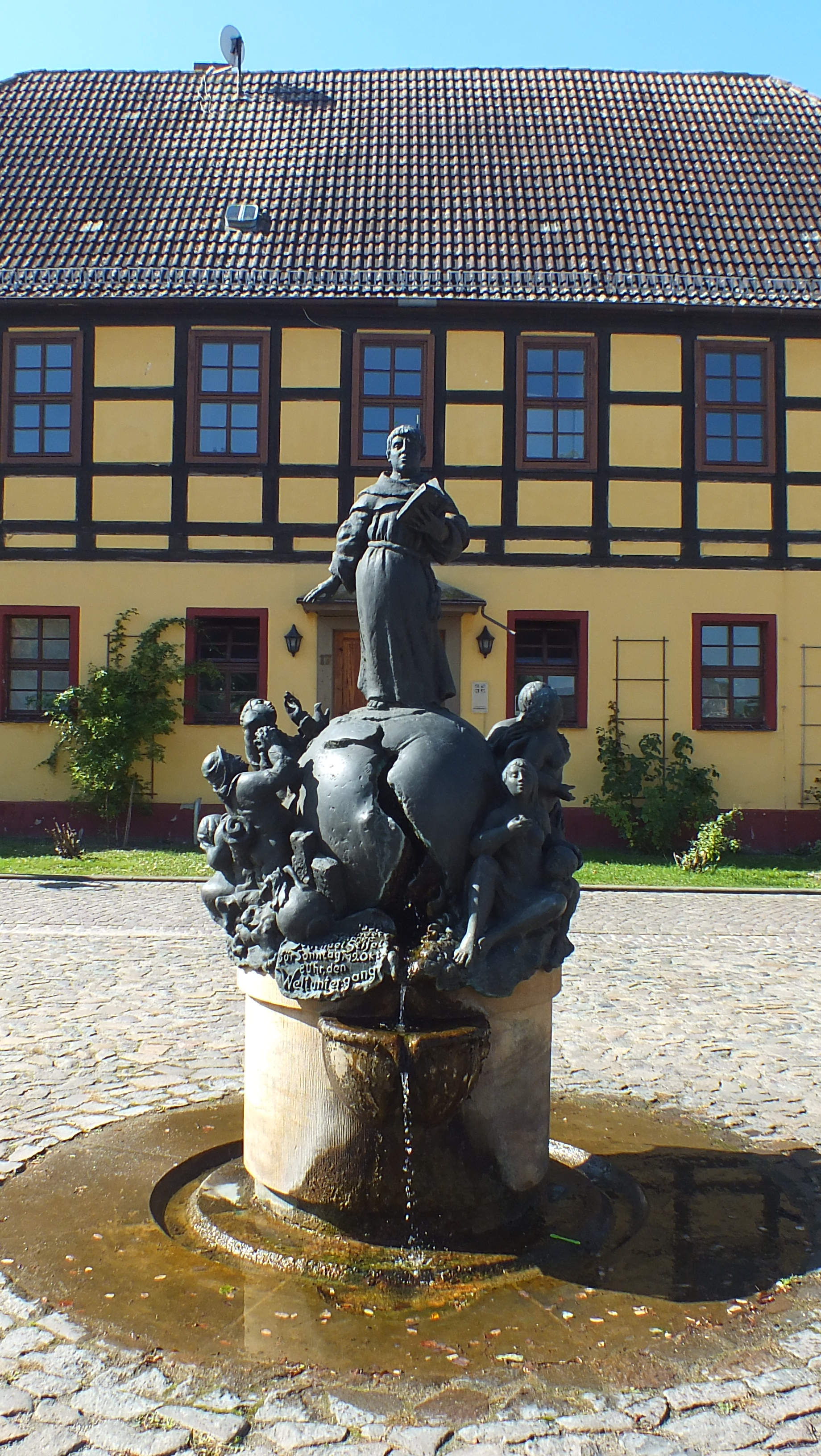
Brunnen zum Gedenken an Michael Stifel in Annaburg

Stifel kam aus begüterten Verhältnissen. Er besuchte die Lateinschule in Esslingen (das heutige Georgii-Gymnasium) und trat später in das Augustinerkloster in Esslingen ein, wo er 1511 die Priesterweihe erhielt. In der spätmittelalterlichen Kirche und ihrer Priesterschaft bestanden abweichende Ansichten im Blick auf die Frage nach dem ewigen Seelenheil. Dies zeigte sich im Umgang mit der Ablassthematik, wie zum Beispiel im Umgang mit dem damaligen Almosenablass. Stifel lebte angesichts dieser täglichen Not (Gewissensprobleme, der aus Zweifeln resultierenden Heilsunsicherheit) und gesellschaftlicher Missstände ganz im Bewusstsein einer möglichen Apokalypse und der Wiederkunft Christi (Offb 21 ). Im Kloster kam es zu Spannungen, als er 1522 mit seiner Schrift über Martin Luther Von der Christförmigen rechtgegründeten leer Doctoris Martini Lutheri hervortrat. Nach seiner Kontroverse mit Thomas Murner war er nicht mehr sicher und flüchtete zu Hartmut von Cronberg nach Frankfurt am Main.
Martin Luther brachte ihn als evangelischen Prediger beim Grafen Albrecht VII. von Mansfeld in Mansfeld unter. Dort begann er mit seinen mathematischen Studien, die ihn auf wunderliche Deutungen der Bibel führten. 1524 wurde Stifel auf Empfehlung Luthers von den Jörgern auf Schloss Tollet bei Grieskirchen (Oberösterreich) berufen. Damit war er der erste evangelische Prediger in Österreich. Nach Verschärfung der Lage (Hinrichtung von Leonhard Kaiser) kehrte Stifel 1527 wieder nach Wittenberg zurück. Während seines Aufenthalts in Wittenberg bei Luther legte Stifel einen Band mit Abschriften von Luthers Briefen (in Latein / Deutsch) an. Der Band wurde 1534 fertiggestellt. Durch Vermittlung von Martin Luther erhielt Stifel das Pfarramt in Lochau. Luther führte ihn dort ein und traute ihn mit der Witwe (siehe: Konservierung von Pfarrwitwen) seines Vorgängers Franz Günther.
Michael Stifel war fasziniert von den Eigenschaften und Möglichkeiten der Zahlen. In Lochau, dem heutigen Annaburg, hatte Michael Stifel Gelegenheit, sich intensiv mit der Zahlentheorie und Zahlensymbolik auseinanderzusetzen. Stifel befasste sich anfangs mit der sogenannten „Wortrechnung“, die zu dieser Zeit recht verbreitet war. Mit ihr versuchte er, Texte und Buchstaben der Bibel mathematisch zu deuten, und kam so in seiner Schrift Vom End der Welt (Wittenberg 1532) zu dem Ergebnis, dass die Welt am 19. Oktober 1533 um 8 Uhr morgens untergehe. Noch am 28. September 1533 beschwor Luther ihn, seine fantastischen Vorstellungen nicht weiter zu verbreiten. Stifel ließ sich davon nicht abbringen. Seine Pfarrgemeinde hatte er auf den prognostizierten Weltuntergang eingestimmt, mit der Folge, dass die Bauern weitgehend ihre Arbeit einstellten. Besitztümer wurden aufgegeben, Stifel verschenkte seine Bücher. Fremde pilgerten nach Lochau, denen Stifel im Vorfeld des prognostizierten Weltuntergangs laufend die Beichte abnahm. Als der Untergang nicht eintraf, wurde er festgenommen und kehrte nach vierwöchiger Schutzhaft in Wittenberg nicht mehr nach Lochau zurück.

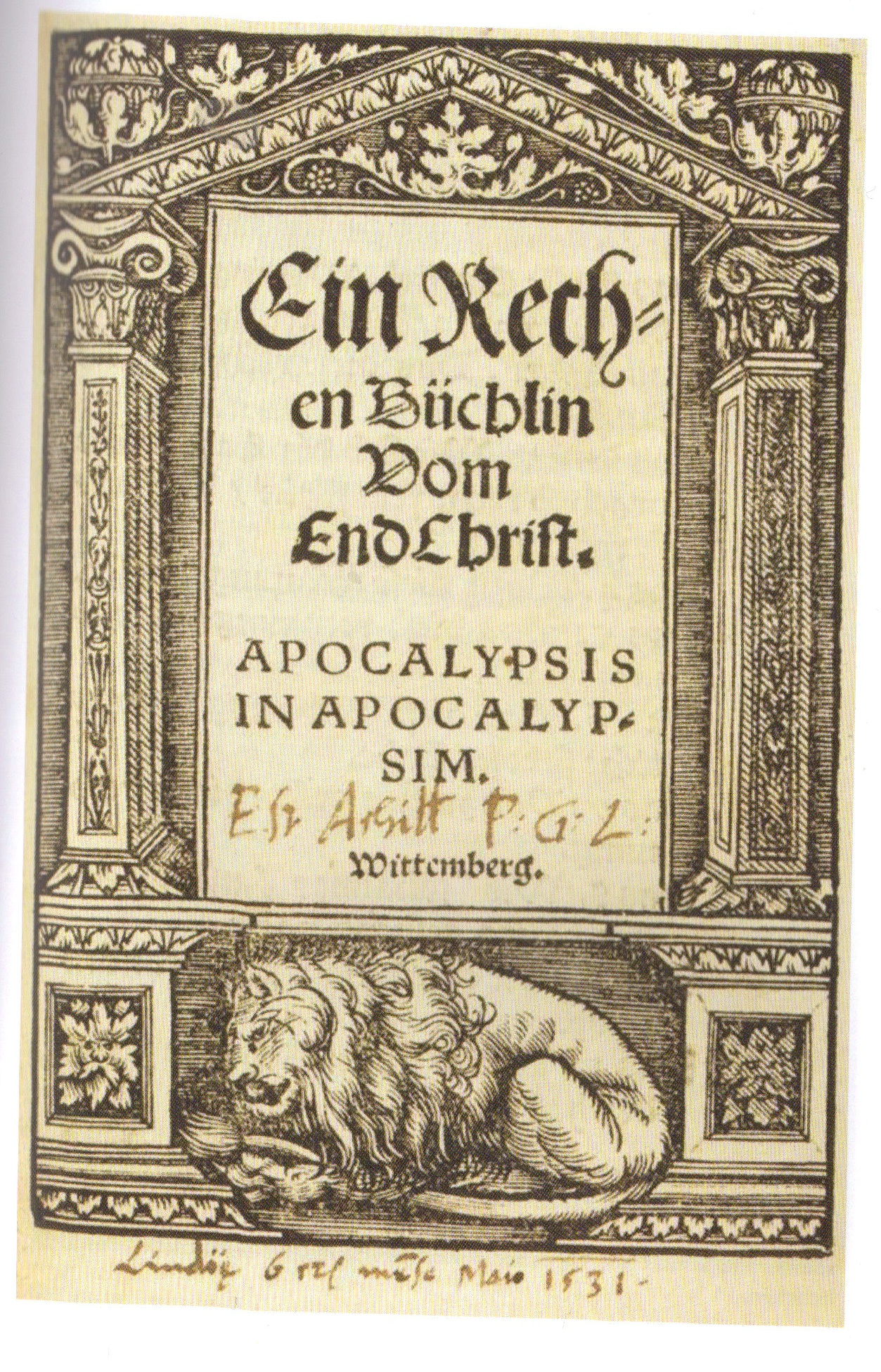
Stifel, Michael: Ein Rechen Büchlin Vom EndChrist ... Wittenberg 1532

Luther trat für den harmlosen Rechner ein, der in der Folge nur noch nüchterne Rechenbücher herausgab. Michael Stifel beschäftigte sich in den folgenden Jahren autodidaktisch mit den wichtigen mathematischen Werken seiner Zeit. Hervorzuheben sind das erste deutschsprachige Algebrabuch Die Coß von Christoff Rudolff aus dem Jahre 1524, welches er nach eigenen Angaben „ohn mündlichen Unterricht (mit Gottes Hülf) verstanden hab“, und die Bücher des Euklid in der lateinischen Fassung des Campanus von Novara. Eine Empfehlung von Jakob Milich, der ihn in seiner wissenschaftlichen Entwicklung förderte und ihn schließlich ermutigte, ein umfassendes Werk über Algebra und Arithmetik zu schreiben. Von 1535 bis 1547 war Stifel in Holzdorf, einem heutigen Ortsteil von Jessen (Elster), als Pfarrer tätig. 1541 schrieb er sich dann auch zum Studium der Mathematik an der Universität Wittenberg ein.
Im Schmalkaldischen Krieg verjagt, ging er nach Haberstrohm bei Königsberg in Preußen, kehrte aber 1554 zurück. Jetzt hielt er zu Matthias Flacius. Von 1554/55 bis 1559 war er in Brück als Pfarrer eingesetzt und ging 1559 nach Jena, wo er der erste Professor für Mathematik an der Universität Jena wurde. Als die Anhänger von Flacius in Jena gestürzt wurden, hielt ihn Nikolaus Selnecker in seinem Alter.
Sein Hauptwerk ist die Arithmetica integra (Nürnberg 1544), die eine Zusammenfassung der damals bekannten Arithmetik und Algebra darstellte (Cardanos Ars magna erschien 1545.) Stifel zeigte in vielen Beispielen Erkenntnisse der zeitgenössischen Mathematik, gab weiterführende Beiträge und machte so das algebraisch-algorithmische Rechnen in Deutschland populär. Er zitierte dabei namhafte Mathematiker und drückte seine Wertschätzung aus. Durch den Bekanntheitsgrad des Buches trug Stifel zur Verbreitung des Plus- und Minuszeichens, des Wurzelzeichens und der „Multiplikation durch Juxtaposition“ (Weglassen des Operators zwischen den Termen) bei. Als Gleichheitszeichen verwendet Stifel das lateinische Wort facit oder faciunt, was man mit „ergibt“ übersetzen kann.
In der Arithmetica integra führt Stifel die Bezeichnung „Exponent“ in die Mathematik ein. Er veröffentlicht die Rechenregeln für Potenzen mit gleicher Basis und zeigt eine Tabelle von Potenzen zur Basis 2. Diese Wertetabelle ordnet dem jeweiligen Exponenten der Basis 2 den entsprechenden Potenzwert zu (obere Zeile ganzzahliger Exponent, untere Zeile Potenzwert). Stifel weist explizit darauf hin, dass Multiplikations- und Divisionsoperationen in der (unteren) geometrischen Reihe durch Additions- und Subtraktionsoperationen in der (oberen) arithmetischen Reihe abgebildet werden können. Auf der nachfolgenden S. 250 zeigt er hierzu Beispiele auch unter Anwendung von negativen Exponenten. Seine Bearbeitung liefert einen weiteren Grundstein für die Entwicklung des logarithmischen Rechnens.
Weiter untersucht er Zahlenfolgen und irrationale Zahlen, die er als „Größe“ (S. 105b und 106b) beschreibt. Die Arbeit mit irrationalen Zahlen (z. B. Wurzelausdrücken) führt Stifel auch zur Beschäftigung mit Wurzeln höherer (n-ter) Ordnung. Stifel gibt auf den S. 38b–46b eine Methode zur Berechnung von Wurzeln höheren Grades unter Verwendung von Binomialkoeffizienten an.
numeri absurdi heißen bei Stifel die negativen Zahlen (kleiner als 0), die er gleichberechtigt zu den anderen Zahlen verwendet.
Stifel entwickelte als erster eine Standardmethode / Normalform zur Lösung quadratischer Gleichungen. Er konnte die verschiedenen bekannten Lösungsfälle zu einer Form zusammenfassen, da er positive und negative Koeffizienten verwendet. Er nannte seine Methode/Merkregel „AMASIAS“. Mittels „AMASIAS“ beschreibt er zunächst verbal die Vorgehensweise bei der Lösung einer quadratischen Gleichung. Die Buchstaben A, M, A&S, I, A&S repräsentieren je einen Arbeitsschritt.

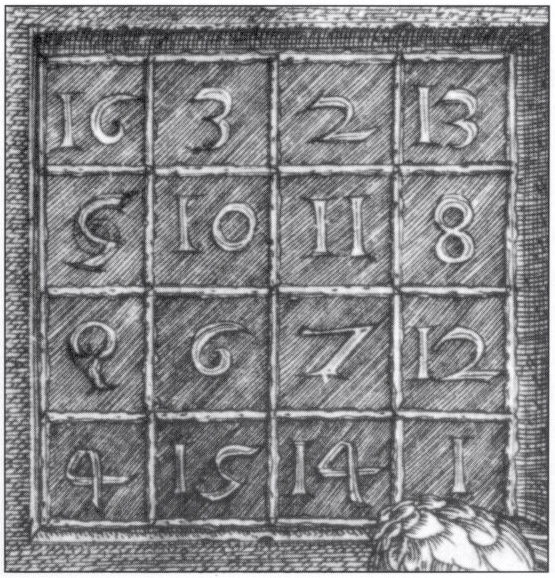
Magisches Quadrat

Im ersten Buch der Arithmetica Integra S. 24a–30b zeigt Michael Stifel eine Methode zur Herstellung von magischen Quadraten beliebiger Größe n, eine Art frühes Sudoku. In einem magischen Quadrat kommt jede Zahl nur einmal vor. Dieses Quadrat weist in jeder Zeile, Spalte und in den beiden Hauptdiagonalen die gleiche Summe auf. Auf den Seiten 25 und 26b sind ein 9 × 9 Quadrat mit der Summe 369 und ein 16 × 16 Quadrat mit der Summe 2056 dargestellt.

## Die Coss, 1553
Auf Bitten des Geschäftsmannes Christof Ottendorfer, der auch den Druck des Buches finanzierte, gab Michael Stifel 1553 eine Überarbeitung der inzwischen vergriffenen und auf dem Markt nicht mehr verfügbaren Die Coss von Christoff Rudolff heraus. Stifel stattete das Buch reichlich mit Ergänzungen und Rechenbeispielen aus, so dass es auf gut den doppelten Umfang wuchs.
In seinem Vorwort brach Stifel eine Lanze für den freien Wissenszugang. Er verteidigte Christoff Rudolff vor dem Vorwurf, „er habe teilweise auf die Demonstration seiner Regeln verzichtet und Beispiele aus der Wiener Bücherei abgeschrieben und somit ‚gestohlen‘“. Einige zeitgenössische Mathematiker wollten ihr Wissen bestenfalls nur in einem kleinen Kreis diskutieren und schätzten keine Veröffentlichungen in deutscher Sprache.
Auch Stifel sorgt sich um die Kritik. So schreibt er abschließend in seinem Vorwort: „So befehle ich euch nu dis Buch, meyn lieber Christoff Ottendorfer, das selbig in Druck zu verschaffen, dafür i(h)r auch billich von allen die sollich Buch (e)inen nutz werden machen Dank und Gunst haben solt. Doch der Welt dienen und Danks gewarten ohn Undank ist ein Sach da nichts (dr)aus wird. Seyet Gott befohlen: Gegeben zu Haberstrohm bei Königsperg in Preussen. Den letzten Tag des Herbstmonds 1552. Euer williger Michael Stifel von Esslingen.“
Die Coss wurde zuletzt 1615 bei Wilhelm Janson in Amsterdam gedruckt. Der Mathematiker Leonhard Euler verwendete umfangreiches Material aus der Coss in seiner Vollständigen Anleitung zur Algebra. Petersburg, 1770.

## Sonstiges
In Lochau, das im 16. Jahrhundert in Annaburg umbenannt worden war, befindet sich zu seinem Gedenken seit 1996 ein Brunnen aus Sandstein und Bronze, der vom Dresdner Bildhauer Vinzenz Wanitschke geschaffen wurde.
Seit dem 20. Juni 2017 trägt die Grundschule der Stadt Annaburg als erste Bildungseinrichtung überhaupt den Namen Grundschule Michael Stifel.
Nach ihm benannt ist das Michael Stifel Center für Daten- und Simulationswissenschaften Jena (MSCJ).

## Werke
- Von der Christförmigen, rechtgegründeten leer Doctoris Martini Luthers, ein überuß schön kunstlich Lyed: sampt seiner neben ußlegung / Bruder Michael Styfel, Augustiner von Eßlingen – s. l., s. a. – 30 Bl.: Holzschn.; (dt.). Ediert in: Flugschriften aus den ersten Jahren der Reformation, hrsg. von Otto Clemen, Band 3,7, Leipzig 1909.
- Wider Doctor Murnars falsch erdycht Lyed von dem Undergang christlichs Glaubens, Bruoder Michael Styfels v. Eßlingen Uszleg u. christliche Gloß darüber. S.l. 1522.
- Evangelium von den zehen pfunden Matthei. am XXV. mitt schöner christlicher ußlegung. Straßburg 1522.
- Antwort Michel Styfels uff Doctor Thoman Murmars murnarrische Phantasey. Mit e. kurtzen beschreibung des glaubens Christi darzu von Kayserlicher oberkeit, Wittenberg 1523.
- Evangelium von des verlornen Son Luce, xv. ca. Ain mensch hatt gehabt zwen sön [et]c. s. l., 1523.
- Ein Rechen Büchlin Vom EndChrist. Wittenberg 1532 (Digitalisat der Universitätsbibliothek Regensburg).[20]
- Arithmetica integra. Nürnberg 1544
  - Übersetzung: Vollständiger Lehrgang der Arithmetik. Deutsche Übersetzung von Eberhard Knobloch und Otto Schönberger. Königshausen & Neumann, Würzburg 2007, ISBN 978-3-8260-3561-6.
- Deutsche Arithmetica. Nürnberg 1545.  Inhaltend: Die Haussrechnung, Deutsche Coss, Kirchenrechnung. (Beispiele)
- Rechenbuch von der welschen und deutschen Practick. Nürnberg 1546.
- Die Coss Christoffs Rudolffs. Königsberg 1553[21]
- Kurzer Abriß der gesamten Lehre Euklids im zehnten Buch seiner Elemente. Königsberg 1551.
- Ein sehr wunderbarliche Wortrechnung sampt einer mercklichen Erklerung etlicher Zalen Danielis und der Offenbarung Sanct Johannis. [S.l.] 1553.